# Sala delle Statue

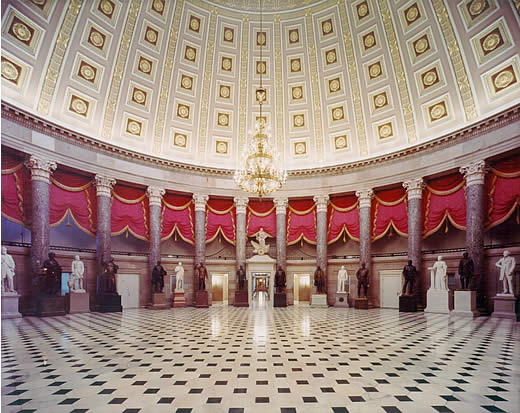
Parte della Collezione Nazionale della Sala delle Statue

La Sala delle Statue (National Statuary Hall) è una sala del Campidoglio di Washington dedicata alle statue di alcuni americani di rilievo. La sala, nota anche come Old Hall of the House, è una grande stanza semicircolare a due piani, con una seconda galleria lungo il perimetro curvo. È situata accanto alla rotonda del Campidoglio. Fu la sede della Camera dei Rappresentanti per quasi 50 anni (1807-1857), invece è ora il principale spazio per l'esibizione della Collezione Nazionale della Sala delle Statue.

## Descrizione
La Sala è costruita con la forma di un antico anfiteatro ed è uno dei primissimi esempi di architettura neoclassica in America. Mentre la gran parte delle superfici dei muri è intonacata, i pilastri e i muri della galleria bassa sono in arenaria. Attorno al perimetro della sala si trovano enormi colonne di variegato marmo breccia, estratto lungo il fiume Potomac. I capitelli corinzi sono di marmo bianco di Carrara. Un'apertura nel soffitto lascia entrare la luce naturale nella Sala. Il pavimento della camera è ricoperto con piastrelle di marmo bianco e nero: il marmo nero fu acquistato appositamente per la sala, mentre quello bianco era materiale di scarto dal progetto di ampliamento del Campidoglio.
Solo due delle numerose statue presenti nella sala furono commissionate per essere esposte nella Hall of the House. Libertà e l'Aquila, statua neoclassica in gesso di Enrico Causici, si affaccia sulla sala da una nicchia al di sopra del colonnato, dietro a ciò che una volta era il rostro dello Speaker. Il rilievo dell'aquila in arenaria nel fregio della trabeazione è opera di Giuseppe Valaperta. Sopra la porta che conduce alla Rotonda si trova la Macchina della Storia, di Carlo Franzoni. Questa scultura di marmo neoclassica rappresenta Clio, la Musa della Storia, mentre cavalca il carro del Tempo e registra gli eventi. La ruota del carro contiene l'orologio della sala, gli ingranaggi sono opera di Simon Willard.
Si dice che John Quincy Adams traeva vantaggio dall'acustica della Sala per ascoltare di nascosto le conversazioni di altri membri in altri punti della camera. Per testare questo fenomeno acustico, un gruppo dovrebbe posizionarsi nel lato ovest della sala, vicino alla targa che ricorda il banco di Adams, mentre l'altro gruppo sul corrispondente punto nel lato est. Perciò la Sala delle Statue può essere detta una camera a sussurro.
La Statua della Libertà è visibile dal lucernario centrale, se ci si posiziona appena a sud del candeliere.

## Storia
Questa camera è la seconda sala e il terzo luogo di riunione costruito per la Camera dei Rappresentanti. Precedentemente, i membri della Camera si riunivano in una costruzione temporanea, bassa, larga e ovale, nota anche come Il Forno (The Oven), eretta frettolosamente nel 1801. La prima Sala permanente, progettata da Benjamin Latrobe, fu completata nel 1807; comunque, fu distrutta dalle truppe britanniche che bruciarono il Campidoglio nell'agosto 1814, durante la Guerra anglo-americana del 1812. La Sala fu ricostruita nella sua attuale forma da Latrobe e dal suo successore, Charles Bulfinch, tra il 1815 e il 1819. Sfortunatamente, il sottile e ricurvo soffitto favoriva un fastidioso eco, rendendo difficile l'operato dei membri della Camera. Seguirono numerosi inutili tentativi per migliorare l'acustica, inclusi l'appendere drappeggi e ribaltare la disposizione dei posti a sedere. L'unica soluzione fu la costruzione di un'intera nuova Sala, nel quale i dibattiti potessero essere facilmente ascoltati. Nel 1850, una nuova sala fu autorizzata e la Camera si trasferì nell'attuale Sala della nuova ala nel 1857.
Molti eventi importanti avvennero in questa camera mentre svolgeva il ruolo di Hall of the House. Proprio qui, nel 1824, il Marchese de la Fayette divenne il primo cittadino straniero a rivolgersi al Congresso. Qui si insediarono i Presidenti James Madison, James Monroe, John Quincy Adams, Andrew Jackson e Millard Fillmore. In particolare, John Quincy Adams è molto legato a questa Camera: nel 1824 fu eletto Presidente dalla Camera dei Rappresentanti, poiché nessuno dei candidati si era assicurato la maggioranza con il voto elettorale. In seguito alla sua presidenza, Adams servì come membro della Camera per 17 anni. Il 21 febbraio 1848 svenì sul suo banco per un'emorragia cerebrale e morì due giorni dopo nel confinante ufficio, a quel tempo casa dello Speaker.
Il destino della Sala abbandonata dalla Camera dei Rappresentanti rimase incerto per molti anni, anche se ci furono varie proposte per un suo eventuale uso. Forse la più semplice era che fosse convertita a spazio aggiuntivo per la Biblioteca del Congresso, che ancora era ospitata dal Campidoglio. La proposta più radicale era di demolirla e rimpiazzarla con due piani di camere di commissione. Infine, fu approvata l'idea di usare la camera come galleria d'arte, e vennero esposte le opere destinate all'estensione del Campidoglio; tra queste, il modello in gesso della Statua della Libertà, che successivamente fu fusa in bronzo per la cupola del Campidoglio. La mancanza di spazi murari ostacolò la possibilità di appendere dipinti, ma la sala sembrò molto adatta all'esposizione di statue.
Nel 1864, in linea con la legge promossa dal Rappresentante Justin Morrill, il Congresso invitò ogni stato a contribuire con due statue raffiguranti cittadini di spicco per una mostra permanente nella sala, che fu rinominata National Statuary Hall. La legge previde anche il rifacimente del pavimento, che venne livellato e coperto dalle attuali mattonelle di marmo. Questa modifica, unitamente alla sostituzione dell'originario soffitto in legno (che fu dipinto per simulare un effetto a cassettone) agli inizi del XX secolo, eliminò gran parte dell'effetto eco.
La prima statua venne posizionata nel 1870. Entro il 1971 tutti e 50 gli stati avevano contribuito con almeno una statua, e per il 1990 tutti tranne 5 stati avevano contribuito con due statue. Inizialmente tutte le statue furono posizionate nella sala. Dato che la collezione crebbe velocemente in numero, nel 1933 il Congresso autorizzò la mostra di statue lungo tutto l'edificio per ragioni sia estetiche che strutturali. Al momento sono 38 le statue presenti all'interno della sala.
La sala fu parzialmente restaurata nel 1976 per le celebrazioni del bicentenario. Allo stesso tempo, vennero riaperti i camini originali e installate le repliche dei primi mantici. Le riproduzioni del candeliere, portacandele e i drappeggi rossi furono condotte sulla base del dipinto ad olio La camera dei Rappresentanti di Samuel Morse del 1822, ora in mostra alla Galleria di Arte Corcoran. Targhe in bronzo furono collocate in onore dei presidenti che servirono nella Camera dei Rappresentanti, nel periodo in cui si trovava qui.
La Sala delle Statue è una delle sale più visitate del Campidoglio. È visitata da centinaia di turisti ogni giorno e continua ad essere usata per particolari cerimonie. Eventi speciali tenuti in questa sala includono attività come l'onorificenza di dignitari stranieri e ogni quattro anni il Congresso ospita una cena in onore dell'insediamento del nuovo Presidente degli Stati Uniti.

## Statue
Questo l'elenco alfabetico delle personalità rappresentate nelle statue della collezione. Per ognuna è anche indicato lo Stato a cui la personalità è legata.
- Samuel Adams, Massachusetts
- Ethan Allen, Vermont
- William Allen, Ohio (rimossa nel 2016, in favore di quella di Thomas Edison)
- Stephen F. Austin, Texas
- Charles Brantley Aycock, Carolina del Nord
- Edward Lewis Bartlett, Alaska
- William Henry Harrison Beadle, Dakota del Sud
- Thomas Hart Benton, Missouri
- Francis Preston Blair, Jr., Missouri
- William Edgar Borah, Idaho
- Norman Borlaug, Iowa
- William Jennings Bryan, Nebraska
- John Burke, Dakota del Nord
- John C. Calhoun, Carolina del Sud
- Charles Carroll, Maryland
- Lewis Cass, Michigan
- Zachariah Chandler, Michigan (rimossa nel 2011, in favore di quella di Gerald Ford)
- Dennis Chavez, Nuovo Messico
- James Paul Clarke, Arkansas
- Henry Clay, Kentucky
- John M. Clayton, Delaware
- George Clinton, New York
- Jacob Collamer, Vermont
- Jabez Lamar Monroe Curry, Alabama (rimossa nel 2009, in favore di quella di Helen Keller)
- Saint Damien, Hawaii
- Jefferson Davis, Mississippi
- Thomas Edison, Ohio
- Dwight D. Eisenhower, Kansas
- Philo T. Farnsworth, Utah
- Gerald Ford, Michigan
- Robert Fulton, Pennsylvania
- James A. Garfield, Ohio
- James Zachariah George, Mississippi
- George Washington Glick, Kansas (rimossa nel 2003, in favore di quella di Dwight Eisenhower)
- Barry Goldwater, Arizona
- John Gorrie, Florida
- Nathanael Greene, Rhode Island
- John Campbell Greenway, Arizona (rimossa nel 2015, in favore di quella di Barry Goldwater)
- Ernest Gruening, Alaska
- Hannibal Hamlin, Maine
- Wade Hampton, Carolina del Sud
- John Hanson, Maryland
- James Harlan, Iowa (rimossa nel 2014, in favore di quella di Norman Borlaug)
- Sam Houston, Texas
- John James Ingalls, Kansas
- Andrew Jackson, Tennessee
- Mother Joseph, Washington
- Kamehameha I, Hawaii
- Philip Kearny, New Jersey
- Helen Keller, Alabama
- John E. Kenna, Virginia Occidentale
- Thomas Starr King, California (rimossa nel 2009, in favore di quella di Ronald Reagan)
- William King, Maine
- Eusebio Kino, Arizona
- Samuel Jordan Kirkwood, Iowa
- Robert M. La Follette, Wisconsin
- Jason Lee, Oregon
- Robert E. Lee, Virginia
- Robert R. Livingston, New York
- Crawford Long, Georgia
- Huey P. Long, Luisiana
- Jacques Marquette, Wisconsin
- Patrick Anthony McCarran, Nevada
- Ephraim McDowell, Kentucky
- John McLoughlin, Oregon
- Esther Hobart Morris, Wyoming
- Julius Sterling Morton, Nebraska
- Oliver Hazard Perry Morton, Indiana
- John Peter Gabriel Muhlenberg, Pennsylvania
- Francis Harrison Pierpont, Virginia Occidentale
- Popé, Nuovo Messico
- Jeannette Rankin, Montana
- Ronald Reagan, California
- Henry Mower Rice, Minnesota
- Caesar Rodney, Delaware
- Will Rogers, Oklahoma
- Uriah Milton Rose, Arkansas
- Charles Marion Russell, Montana
- Florence R. Sabin, Colorado
- Sacajawea, Dakota del Nord
- Maria L. Sanford, Minnesota
- Sequoyah, Oklahoma
- Junípero Serra, California
- John Sevier, Tennessee
- Roger Sherman, Connecticut
- James Shields, Illinois
- George Laird Shoup, Idaho
- Edmund Kirby Smith, Florida
- John Stark, New Hampshire
- Alexander Hamilton Stephens, Georgia
- Richard Stockton, New Jersey
- John L. Swigert, Colorado
- Jonathan Trumbull, Connecticut
- Zebulon B. Vance, Carolina del Nord
- Lewis Wallace, Indiana
- Joseph Ward, Dakota del Sud
- Washakie, Wyoming
- George Washington, Virginia
- Daniel Webster, New Hampshire
- Joseph Wheeler, Alabama
- Edward Douglass White, Luisiana
- Marcus Whitman, Washington
- Frances E. Willard, Illinois
- Roger Williams, Rhode Island
- Sarah Winnemucca, Nevada
- John Winthrop, Massachusetts
- Brigham Young, Utah